# Грузія на зимових Олімпійських іграх 2014
Грузія на зимових Олімпійських іграх 2014 року у Сочі була представлена 4 спортсменами (двома чоловіками і двома жінками) у 2 видах спорту: гірськолижний спорт і фігурне катання. Прапороносцем на церемонії відкриття Олімпійських ігор була гірськолижниця Ніно Циклаурі, а на церемонії закриття — фігуристка Елене Гедеванішвілі.
Грузія вшосте взяла участь у зимових Олімпійських іграх. Грузинські спортсмени не здобули жодної медалі.

## Учасники
| Вид спорту          | Чоловіки | Жінки | Всього |
| ------------------- | -------- | ----- | ------ |
| Гірськолижний спорт | 2        | 1     | 3      |
| Фігурне катання     | 0        | 1     | 1      |
| Усього              | 2        | 2     | 4      |

## Гірськолижний спорт
| Спортсмен        | Дисципліна                   | Спуск 1       | Спуск 1       | Спуск 2       | Спуск 2       | Разом         | Разом            |
| Спортсмен        | Дисципліна                   | Час           | Місце         | Час           | Місце         | Місце         | Підсумкове місце |
| ---------------- | ---------------------------- | ------------- | ------------- | ------------- | ------------- | ------------- | ---------------- |
| Ясон Абрамашвілі | гігантський слалом, чоловіки | не фінішував  | не фінішував  | не фінішував  | не фінішував  | не фінішував  | не фінішував     |
| Ясон Абрамашвілі | слалом, чоловіки             | 52.59         | 43            | 1:00.78       | 23            | 1:53.37       | 22               |
| Алекс Беніаїдзе  | гігантський слалом, чоловіки | не фінішував  | не фінішував  | не фінішував  | не фінішував  | не фінішував  | не фінішував     |
| Алекс Беніаїдзе  | слалом, чоловіки             | не фінішував  | не фінішував  | не фінішував  | не фінішував  | не фінішував  | не фінішував     |
| Ніно Циклаурі    | гігантський слалом, жінки    | 1:27.27       | 54            | 1:28.07       | 50            | 2:55.34       | 49               |
| Ніно Циклаурі    | слалом, жінки                | не фінішувала | не фінішувала | не фінішувала | не фінішувала | не фінішувала | не фінішувала    |

## Фігурне катання
| Спортсмени          | Дисципліна              | Обов'язкова програма | Обов'язкова програма | Вільна програма | Вільна програма | Разом  | Разом |
| Спортсмени          | Дисципліна              | Бали                 | Місце                | Бали            | Місце           | Бали   | Місце |
| ------------------- | ----------------------- | -------------------- | -------------------- | --------------- | --------------- | ------ | ----- |
| Елене Гедеванішвілі | одиночне катання, жінки | 54.70                | 17 Q                 | 92.45           | 20              | 147.15 | 19    |